# Wereldkampioenschappen boogschieten 1983
De Wereldkampioenschappen boogschieten 1983 waren door de Fédération Internationale de Tir à l'Arc (FITA) georganiseerde kampioenschappen voor boogschutters. De 32e editie van de wereldkampioenschappen vond plaats in het Amerikaanse Los Angeles van 19 tot en met 22 oktober 1983.

## Resultaten

### Individueel
|        | Heren           | Dames               |
| ------ | --------------- | ------------------- |
| Goud   | Rick McKinney   | Kim Jin-ho          |
| Zilver | Darrell Pace    | Jung Jea-bong       |
| Brons  | Marnix Vervinck | Liselotte Andersson |

### Team
|        | Heren                                              | Dames                                            |
| ------ | -------------------------------------------------- | ------------------------------------------------ |
| Goud   | Darrell Pace Rick McKinney Larry Smith             | Kim Jin-ho Jung Jea-bong Kim Mi-young            |
| Zilver | Koo Ja-chung Jeon In-su Kim Byung-kap              | Miroslava Zahradnicek Manuela Dachner Doris Haas |
| Brons  | Marnix Vervinck Patrick De Koning Patrick Steyaert | Ruth Rowe Luann Ryon Tricia Green                |

### Medaillespiegel
| Plaats | Land             | Goud | Zilver | Brons | Totaal |
| 1      | Zuid-Korea       | 2    | 2      | 0     | 4      |
| 2      | Verenigde Staten | 2    | 1      | 1     | 4      |
| 3      | West-Duitsland   | 0    | 1      | 0     | 1      |
| 4      | België           | 0    | 0      | 2     | 2      |
| 5      | Zweden           | 0    | 0      | 1     | 1      |
| Totaal | Totaal           | 4    | 4      | 4     | 12     |

1931 ·
1932 ·
1933 ·
1934 ·
1935 ·
1936 ·
1937 ·
1938 ·
1939 ·
1946 ·
1947 ·
1948 ·
1949 ·
1950 ·
1952 ·
1953 ·
1955 ·
1957 ·
1958 ·
1959 ·
1961 ·
1963 ·
1965 ·
1967 ·
1969 ·
1971 ·
1973 ·
1975 ·
1977 ·
1979 ·
1981 ·
1983 ·
1985 ·
1987 ·
1989 ·
1991 ·
1993 ·
1995 ·
1997 ·
1999 ·
2001 ·
2003 ·
2005 ·
2007 ·
2009 ·
2011 ·
2013 ·
2015 ·
2017 ·
2019 ·
2021 ·
2023 ·